# Wind Lift I
Die Wind Lift I ist ein Errichterschiff für den Bau von Windkraftanlagen in Offshore-Windparks.

## Geschichte
Das Schiff, das auf dem GustoMSC-Entwurf NG-5300 basiert, wurde unter der Baunummer 34 bei Western Shipyard in Klaipėda für das Emder Unternehmen Bard gebaut. Die Kiellegung des Schiffes fand am 26. November 2007, der Stapellauf am 21. Februar 2009 statt. Das Schiff wurde am 25. Juni 2009 in Klaipėda getauft. Taufpatin war Erna Bekker, eine Tochter des BARD-Gesellschafters Arngolt Bekker. Der Bau bei Western Shipyard wurde am 3. Februar 2010 abgeschlossen. Die Endausrüstung des Schiffes fand bei den Nordseewerken in Emden statt. Insgesamt wurden rund 60 Millionen Euro in den Bau des Schiffes investiert. Die Bereederung oblag Wulf Seetransporte in Cuxhaven.
Bard setzte das Schiff zunächst für den Bau des Windparks „BARD Offshore 1“ ein. Später war es auch für Wartungs- und Reparaturarbeiten vorgesehen.
Mit der Übergabe der Geschäftstätigkeit an Off-Shore Wind Solutions Anfang 2014 ging auch das Schiff an Off-Shore Wind Solutions. Ab 2015 kooperierte Off-Shore Wind Solutions u. a. mit Ocean Breeze Energy, die den Betrieb des Schiffes übernahmen. Seit 2017 ist das Bremer Unternehmen Harren & Partner mit der Bereederung des Schiffes betraut. Seit 2021 wird das Schiff von Harren & Partner betrieben.

## Technische Daten und Ausstattung
Der Antrieb des Schiffes erfolgt dieselelektrisch durch vier von Elektromotoren angetriebene Ruderpropeller mit jeweils 1100 kW Leistung, von denen sich zwei am Bug und zwei am Heck des Schiffes befinden. Die Propeller sind um 360 Grad drehbar und erlauben GPS-unterstützt eine zentimetergenaue dynamische Positionierung. Bei Nutzung aller vier Propeller erreicht das Schiff eine Geschwindigkeit von maximal 10,1 kn. Bei Nutzung von zwei Propellern werden maximal 7,8 kn erreicht.
Die Stromerzeugung erfolgt durch vier Wärtsilä-Dieselmotoren (Typ 9L20) mit jeweils 1665 kW Leistung, die vier AEM-Generatoren (Typ SE 500 LL8) mit jeweils 1400 kW Leistung antreiben. Darüber hinaus wurde ein von einem MAN-Dieselmotor mit 500 kW Leistung angetriebener Notgenerator verbaut.
Das Schiff ist mit vier 72 Meter langen Hubbeinen ausgestattet, welche das Schiff in einer Wassertiefe bis zu 45 Metern für die Errichtung von Windkraftanlagen anheben können. Es verfügt über einen Schwerlastkran am Heck und einen Hilfskran im Bereich des offenen Arbeitsdecks. Mit dem Haupthaken des Schwerlastkrans können bis zu 500 t gehoben werden. Der Vorhaken hebt bis zu 140 t. Der Hilfskran hat eine Kapazität von 12 t.
Das Schiff kann als Plattform bis zu einer signifikanten Wellenhöhe von 2,6 Metern, was einer maximalen Wellenhöhe von 4,8 Metern entspricht, eingesetzt werden. Der Schwerlastkran kann bis zu Windgeschwindigkeiten von 14 m/s (entspricht 7 Bft) eingesetzt werden.
Die Decksaufbauten sind im vorderen Bereich des Schiffes angeordnet. Hier befinden sich Unterkünfte für bis zu 50 Personen in 10 Einzel- und 20 Doppelkabinen: 12 Besatzungsmitglieder, drei Cateringkräfte sowie 35 weitere Personen. Oberhalb des Deckshauses befindet sich eine Hubschrauberplattform. Inklusive dieser ist das Schiff 114,87 Meter lang und 44,76 Meter breit.